# Giovanni Perugini
Giovanni Perugini (Città di Castello, 10 ottobre 1945) è un ex pentatleta italiano.

## Biografia
Nato nel 1945 a Città di Castello, in provincia di Perugia, a 26 anni ha partecipato ai Giochi olimpici di Monaco di Baviera 1972, arrivando 34º nell'individuale con 4 581 punti, dei quali 1 065 nell'equitazione, 810 nella scherma, 736 nel tiro a segno, 1 024 nel nuoto e 946 nella corsa, e 10º nella gara a squadre insieme a Nicolò Deligia e Mario Medda con 13 913 punti.